# Marchemaisons
Marchemaisons – miejscowość i gmina we Francji, w regionie Normandia, w departamencie Orne.
Według danych na rok 1990 gminę zamieszkiwało 136 osób, a gęstość zaludnienia wynosiła 15 osób/km² (wśród 1815 gmin Dolnej Normandii Marchemaisons plasuje się na 750. miejscu pod względem liczby ludności, natomiast pod względem powierzchni na miejscu 566.).